# Настуран
Настуран (рос. настуран; англ. pitchblende; нім. Nasturan n, Uranpecherz n, Pechblende) — мінерал класу простих оксидів, кристалохімічний аналог уранініту.
Синоніми: уранова смоляна руда, уранова смолка, уранова смоляна обманка.

## Етимологія та історія
Назва від грец. настос — щільний (Fr. von Kobell, 1853).

## Загальний опис
Вміст UO2 і UO3 варіює в межах 25-60 % і 20-55 % відповідно.
З домішок завжди присутні радіогенний свинець, часто Са, Zr, Ti, Mo та ін.
Утворює щільні коломорфні, нирковидні, сферолітові виділення, часто концентрично-зональної будови.
Колір чорний до буруватого в окиснених різновидах.
Блиск смоляний. Непрозорий.
Густина 4,5-9,0.
Твердість 4-6.
Електромагнітний.
Сильно радіоактивний.
Розчинний в азотній, соляній і сірчаній кислотах.
Настуран — найхарактерніший мінерал середньо- і низькотемпературних гідротермальних власне уранових родовищ.
Основний метод збагачення — гідрометалургійний (сірчанокисле вилуговування при низькому вмісті карбонатів, содове вилуговування — при високому вмісті карбонатів).

## Галерея

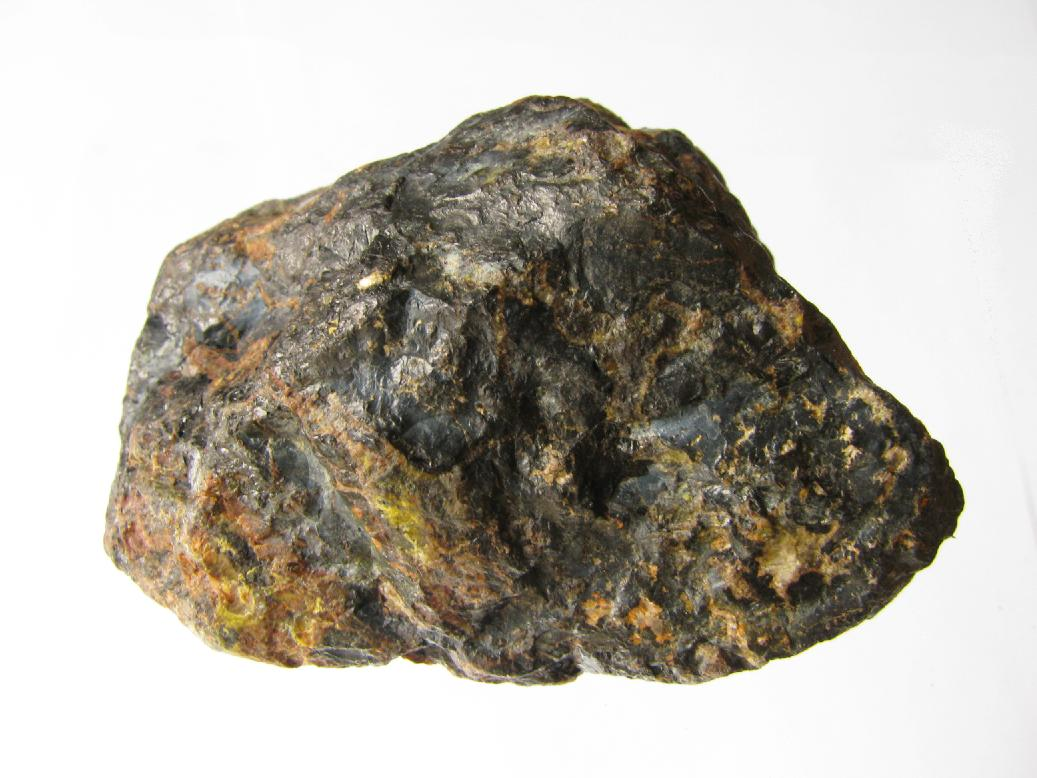
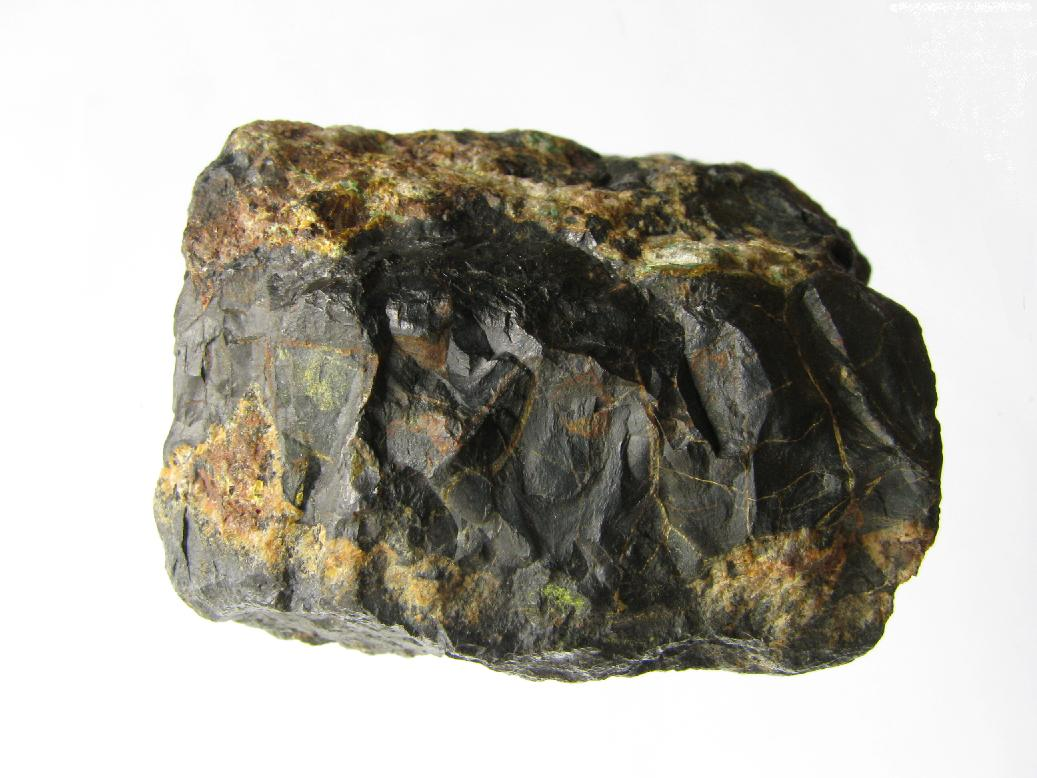
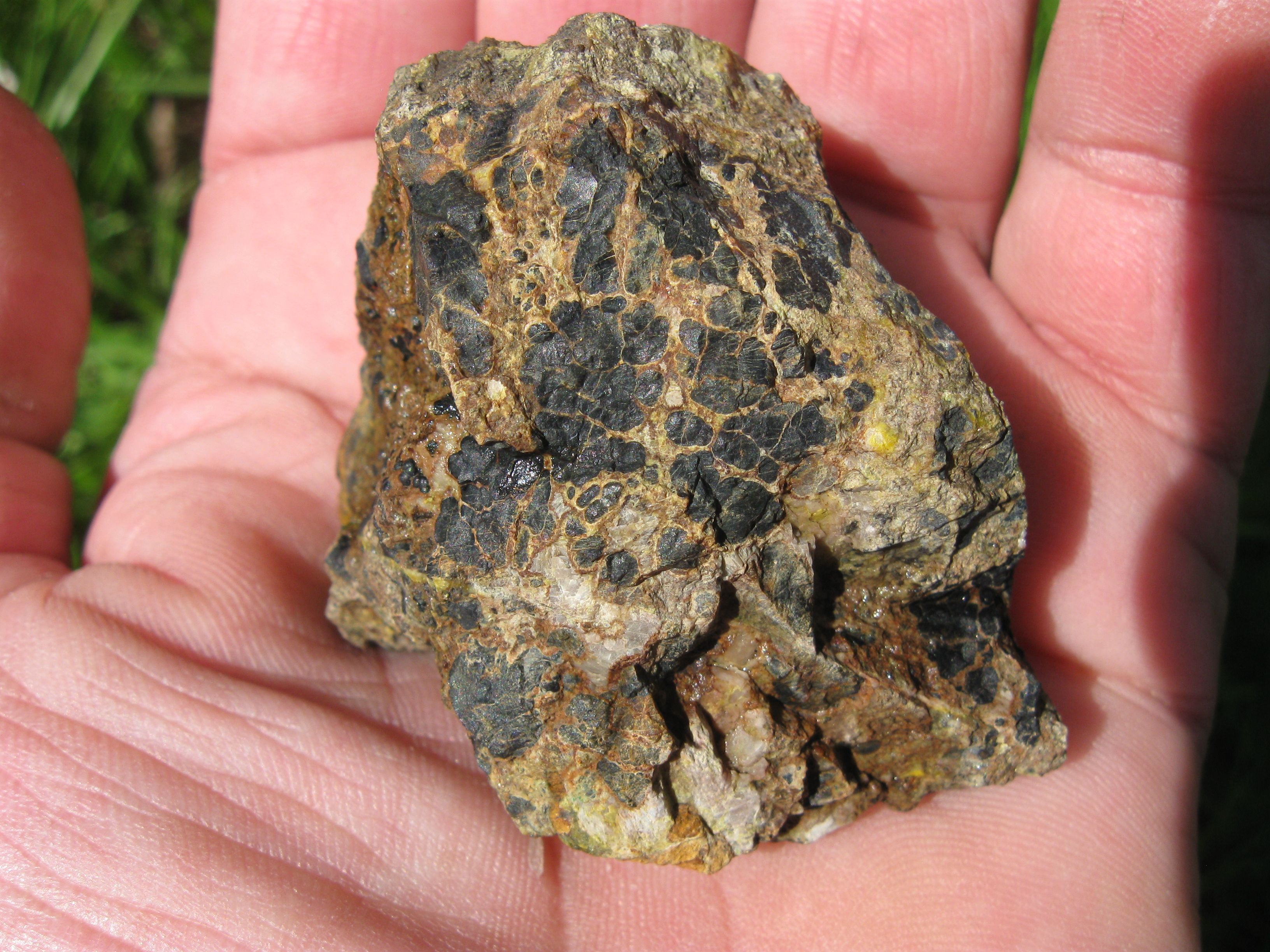
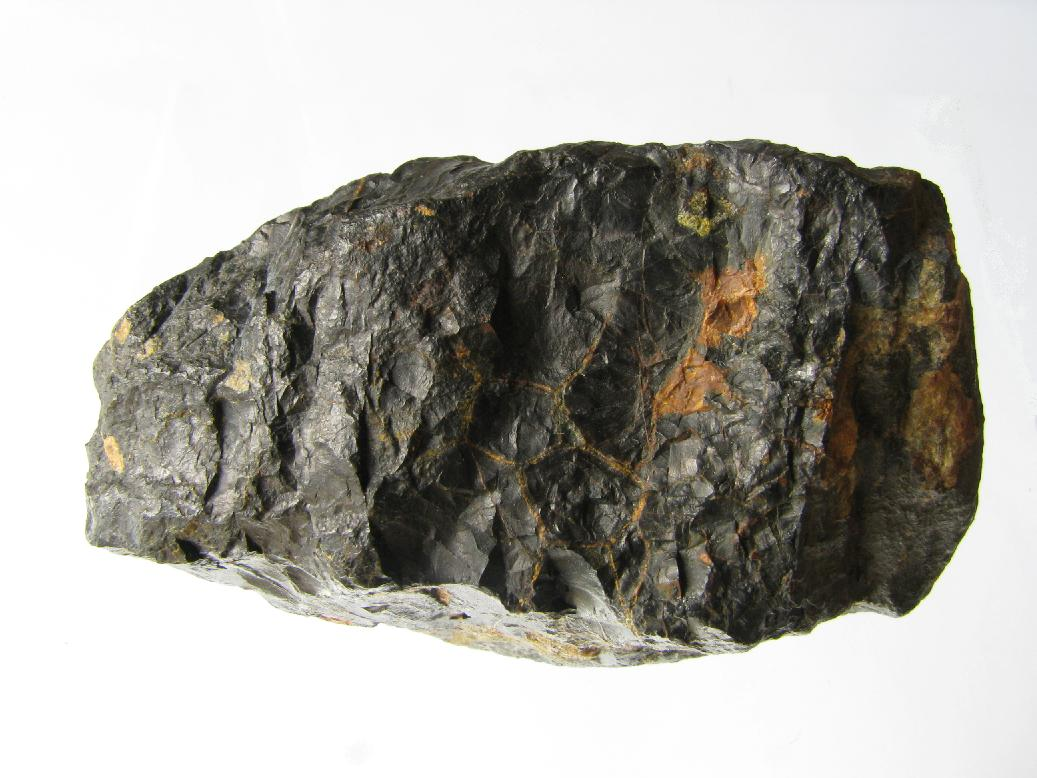

## Різновиди
Розрізняють:
- настуран сажистий (колоїдно-дисперсний продукт зміни уранініту).